# Евдокия Ангелина
Евдокия Ангелина (* 1173; † ок. 1211) е за кратко византийска императрица (1204), чрез брака си с император Алексий V Дука Мурзуфул.

## Произход и ранни години
Евдокия е дъщеря на византийския император Алексий III Ангел и Ефросина Дукина Каматерина. През 1186 г. баща ѝ е детрониран от брат си Исак II Ангел, след което бяга в Сирия. Новият император решава да омъжи племенницата си Евдокия за сина на сръбския жупан Стефан Неманя, с което най-вероятно Исак II цели едновременно да закрепи връзките с Рашка и да отстрани наследницата на Алексий III от византийския двор.

## Брак със Стефан Първовенчани (1186 – 1198)
Около 1186 г. Евдокия е омъжена за Стефан Първовенчани, който през 1196 наследява баща си и получава титлата Велик жупан на Рашка. Евдокия ражда на Стефан Първовенчани трима сина и една дъщеря:
- Стефан Радослав – бъдещ крал
- Стефан Владислав – бъдещ крал
- Предислав – бъдещ сръбски архиепископ под името Сава II

Според Никита Хониат между Стефан Първовенчани и Евдокия избухва скандал, който около 1198 г. завършва с взаимни обвинения в изневяра и раздяла, поради което около 1200 г. Евдокия е изгонена от владенията на съпруга си, които напуска само с дрехите на гърба си. Тя успява да стигне пеш до владенията на Вукан Неманич в Зета, където получава благосклонен прием и подкрепа. След като успява да се съвземе, Евдокия се отправя към Дирахиум, откъдето императорски кораб я откарва обратно в Константинопол. Прогонването на Евдокия от Сърбия е резултат от западането на Византийската империя, която по това време губи мощта и престижа си.

## Брак с Алексий V Дука (1204)
Във византийската столица Евдокия става любовница на император Алексий V Дука Мурзуфул. На 12 април 1204 тя, майка ѝ и Алексий V Дука Мурзуфул напускат обсадения от кръстоносците град и пристигат в Мосинопол, където бащата на Евдокия разрешава тя да се омъжи за Алексий V. Евдокия успява да се омъжи за император Алексий V, но скоро след това съпругът ѝ е ослепен по заповед на собствения ѝ баща, въпреки острите протести на Евдокия. След това слепият Алексий V е предаден на кръстоносците, които го хвърлят от върха на Теодосиевата колона в Константинопол.

## Брак с Лъв Сгур (1205 – 1208)
За да отмъсти за съпруга си, Евдокия организира неуспешен заговор срещу баща си. Поради това през 1205 г. Алексий III я омъжва насила за Лъв Сгур, независим владетел на Коринт, който още през 1204 г. предложил убежище на Алексий III Ангел и семейството му.
През 1207/1208 г., обсаден от кръстоносците в Коринтската крепост, Лъв Сгура се самоубива. Смята се, че Евдокия е умира няколко години по-късно, най-вероятно през 1211 г.